# تریسی ترون
تریسی ترون (انگلیسی: Tracey Thorn؛ زادهٔ ۲۶ سپتامبر ۱۹۶۲) یک موسیقی‌دان اهل بریتانیا است. وی از سال ۱۹۸۲ میلادی تاکنون مشغول فعالیت بوده‌است.